# Кокран (округ, Техас)
Округ Кокран (англ. Cochran County) расположен в США, штате Техас. Официально образован в 1876 году и назван в честь Роберта Кокрана — солдата техасских сил, погибшего в битве за Аламо. По состоянию на 2000 год, численность населения составляла 3730 человек. Окружным центром является город Мортон.
Округ Кокран входит в число 46 округов Техаса с действующим сухим законом или ограничениями на продажу спиртных напитков.

## География
По данным Бюро переписи США, общая площадь округа равняется 2008 км², из которых 2007 км² суша и менее 1 км² или 0,01 % это водоёмы.

### Соседние округа
- Бейли (север)
- Йокум (юг)
- Ли (юго-запад)
- Рузвельт (северо-запад)
- Хокли (восток)

## Демография
По данным переписи населения 2000 года в округе проживало 3730 жителей, в составе 1309 хозяйств и 1017 семей. Плотность населения была 5 человек на 1 квадратный километр. Насчитывалось 1587 жилых домов, при плотности покрытия 1 постройка на 1 квадратный километр. По расовому составу население состояло из 64,48 % белых, 4,53 % чёрных или афроамериканцев, 0,83 % коренных американцев, 0,21 % азиатов, 0,05 % коренных гавайцев и других жителей Океании, 27,35 % прочих рас, и 2,55 % представители двух или более рас. 44,13 % населения являлись испаноязычными или латиноамериканцами.
Из 1309 хозяйств 38,1 % воспитывали детей возрастом до 18 лет, 63,8 % супружеских пар живших вместе, в 9,9 % семей женщины проживали без мужей, 22,3 % не имели семей. На момент переписи 20,9 % от общего количества жили самостоятельно, 11,1 % лица старше 65 лет, жившие в одиночку. В среднем на каждое хозяйство приходилось 2,79 человека, среднестатистический размер семьи составлял 3,25 человека.
Показатели по возрастным категориям в округе были следующие: 31,5 % жители до 18 лет, 8 % от 18 до 24 лет, 24,9 % от 25 до 44 лет, 21,2 % от 45 до 64 лет, и 14,4 % старше 65 лет. Средний возраст составлял 35 лет. На каждых 100 женщин приходилось 92,1 мужчины. На каждых 100 женщин в возрасте 18 лет и старше приходилось 93,3 мужчины.
Средний доход на хозяйство в округе составлял 27 525 $, на семью — 31 163 $. Среднестатистический заработок мужчины был 25 064 $ против 17 652 $ для женщины. Доход на душу населения был 13 125 $. Около 21,4 % семей и 27 % общего населения находились ниже черты бедности. Среди них было 37,2 % тех кому ещё не исполнилось 18 лет, и 11,7 % тех кому было уже больше 65 лет.

## Политическая ориентация
На президентских выборах 2008 года Джон Маккейн получил 71,71 % голосов избирателей против 26,87 % у демократа Барака Обамы.
В Техасской палате представителей округ Кокран числится в составе 83-го района. Интересы округа представляет республиканец Дэлвин Джонс из Лаббока.

## Населённые пункты

### Города, посёлки, деревни

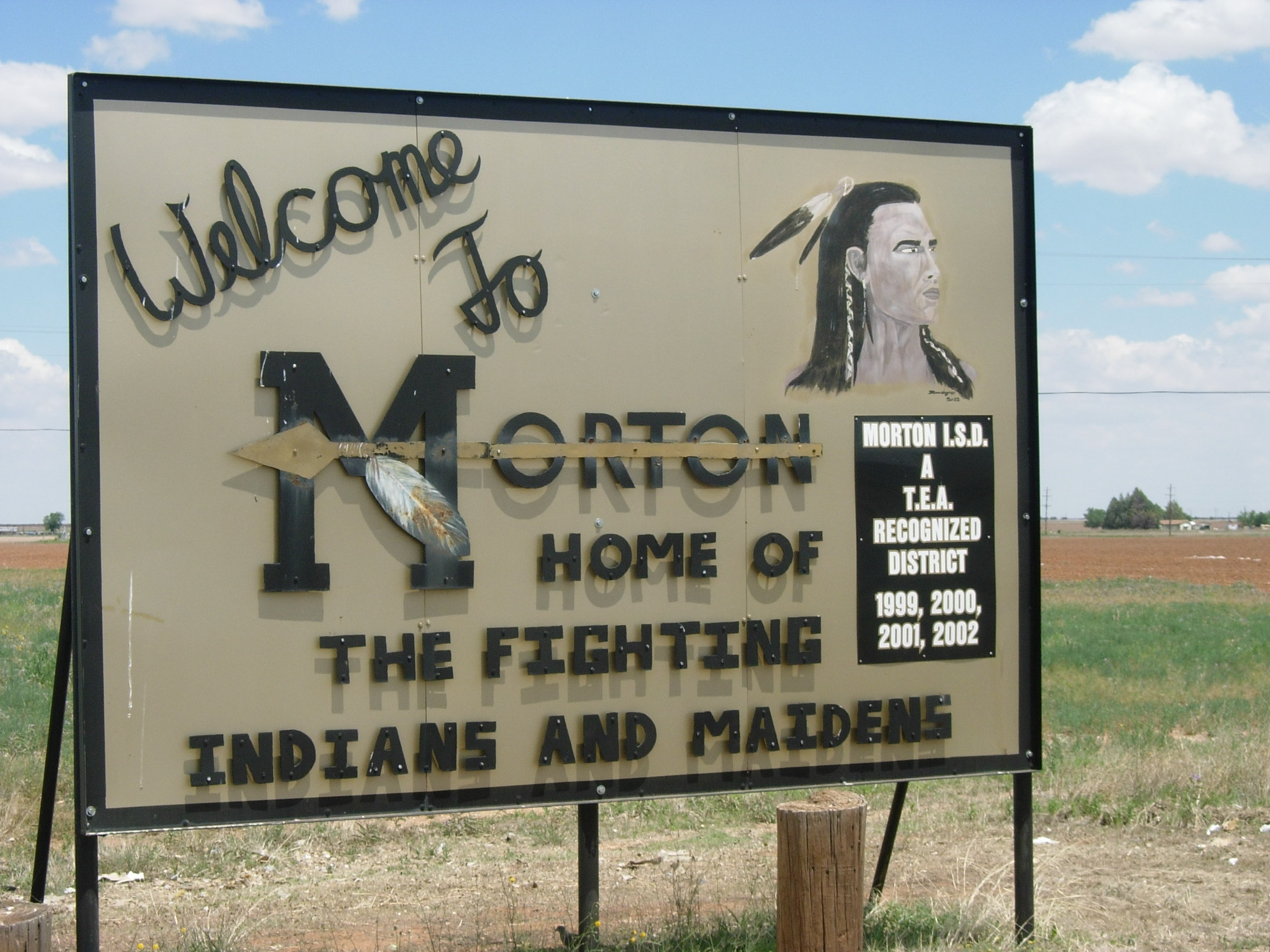
Знак приветствия на въезде в Мортон.

- Мортон
- Уайтфейс

### Немуниципальные территории
- Бледсо

## Образование
Образовательную систему округа составляют следующие учреждения:
- школьный округ Мортон[4].
- сводный школьный округ Уайтфейс[5].